# Troismont
Troismont est un hameau de la ville belge de Bastogne situé en Région wallonne dans la province de Luxembourg. Il fait partie de la section de Flamierge.

## Histoire
Avant la fusion des communes de 1977, Troismont faisait partie de la commune de Flamierge. Il fut alors intégré à la nouvelle commune de Bertogne.
Depuis le 2 décembre 2024, à la suite de la fusion de la commune de Bertogne avec celle de Bastogne, il fait partie de la commune de Bastogne.

## Situation
Ce hameau ardennais étire ses habitations entre les hameaux de Salle et Givroulle ainsi que le long d'une rue en cul-de-sac. À l'est s'élève une colline boisée culminant à une altitude de 450 m.

## Description
Le hameau compte une trentaine d'habitations dont plusieurs anciennes fermettes construites en pierre de grès.
On n'y recense aucun édifice religieux.